# Zona crepusculară (serial din 1959, sezonul 2)
Al doilea sezon al serialului Zona crepusculară a fost difuzat într-o zi de vineri, între orele 22:00 și 22:30 (EST) pe canalul CBS în perioada 30 septembrie 1960 - 2 iunie 1961. Al doilea sezon cuprinde 29 de episoade.

## Introducere
Al doilea sezon a debutat cu coloana sonoră compusă de Marius Constant⁠(d), aceasta fiind deseori asociată cu serialul, și a înlocuit-o pe cea din primul sezon scrisă de Bernard Herrmann. Grafica utilizată în introducere reprezintă o combinație între cele două utilizate în primul sezon cu modificări minore în textul narat de Rod Serling. Pentru primele trei episoade, narațiunea lui Serling a fost următoarea:
„Călătorești printr-o altă dimensiune. O dimensiune nu doar a văzului și a auzului, ci și a minții. O călătorie într-un tărâm minunat al imaginației. Următoarea oprire — Zona crepusculară”.
Pentru episoadele următoare au fost adăugate câteva fraze:
„Călătorești printr-o altă dimensiune. O dimensiune nu doar a văzului și a auzului, ci și a minții. O călătorie într-un tărâm minunat ale cărui limite sunt cele ale imaginației. Asta denotă indicatorul din față. Următoarea ta oprire — Zona crepusculară”.
Această introducere a fost adăugată unor episoade din primul sezon redifuzate în vara anului 1961. În majoritatea acestor episoade, muzica lui coloana sonoră compusă de Herrmann a continuat să fie utilizată pentru generic.

## Episoade
| Nr. | Episodul | Titlu                                                 | Regizat de             | Scris de                                                           | Data difuzării     | Cod de producție |
| --- | -------- | ----------------------------------------------------- | ---------------------- | ------------------------------------------------------------------ | ------------------ | ---------------- |
| 37 | 1        | „King Nine Will Not Return"                           | Buzz Kulik             | Rod Serling                                                        | 30 septembrie 1960 | 173-3639         |
| Unicul supraviețuitor al unui accident aviatic din timpul celui de-al Doilea Război Mondial (Robert Cummings) nu-și poate găsi echipajul, însă vede avioane cu reacție zburând deasupra sa.                                |          |                                                       |                        |                                                                    |                    |                  |
| 38 | 2        | „The Man in the Bottle"                               | Don Medford            | Rod Serling                                                        | 7 octombrie 1960   | 173-3638         |
| Un spirit (Joseph Ruskin) îi împlinește patru dorințe unui proprietar de casă de amanet ghinionist (Luther Adler⁠(d)) și soției sale (Vivi Janiss⁠(d)).                                                                      |          |                                                       |                        |                                                                    |                    |                  |
| 39 | 3        | „Nervous Man in a Four Dollar Room⁠(d)"                | Douglas Heyes          | Rod Serling                                                        | 14 octombrie 1960  | 173-3641         |
| Un gangster anxios (Joe Mantell⁠(d)) își înfruntă propriul Eu când șeful său (William D. Gordon) îi cere să îndeplinească o ultimă misiune.                                                                                 |          |                                                       |                        |                                                                    |                    |                  |
| 40 | 4        | „A Thing About Machines"                              | David Orrick McDearmon | Rod Serling                                                        | 28 octombrie 1960  | 173-3645         |
| Un scriitor (Richard Haydn⁠(d)) este convins că toate aparatele din casa sa vor să-l ucidă. |          |                                                       |                        |                                                                    |                    |                  |
| 41 | 5        | „The Howling Man"                                     | Douglas Heyes          | Charles Beaumont                                                   | 4 noiembrie 1960   | 173-3642         |
| Un bărbat (H.M. Wynant) rătăcit în timpul unei furtuni găsește adăpost la o mănăstire unde călugării (John Carradine, Friedrich von Ledebur⁠(d)) susțin că prizonierul care răcnește (Robin Hughes) este Diavolul însuși.   |          |                                                       |                        |                                                                    |                    |                  |
| 42 | 6        | „Eye of the Beholder" „The Private World of Darkness" | Douglas Heyes          | Rod Serling                                                        | 11 noiembrie 1960  | 173-3640         |
| O femeie (Donna Douglas⁠(d)), a cărei față este pansată, speră ca operația plastică prin care a trecut să o facă frumoasă.                                                                                                  |          |                                                       |                        |                                                                    |                    |                  |
| 43 | 7        | „Nick of Time⁠(d)"                                     | Richard L. Bare        | Richard Matheson                                                   | 18 noiembrie 1960  | 173-3643         |
| Un tânăr proaspăt căsătorit și superstițios (William Shatner) este convins, în ciuda sfaturilor soției sale (Patricia Breslin⁠(d)), că o mașinărie îi prezice viitorul.                                                     |          |                                                       |                        |                                                                    |                    |                  |
| 44 | 8        | „The Lateness of the Hour"                            | Jack Smight            | Rod Serling                                                        | 2 decembrie 1960   | 173-3662         |
| O femeie (Inger Stevens⁠(d)) dezaprobă faptul că tatăl său (John Hoyt⁠(d)) utilizează servitori androizi. |          |                                                       |                        |                                                                    |                    |                  |
| 45 | 9        | „The Trouble with Templeton"                          | Buzz Kulik             | E. Jack Neuman                                                     | 9 decembrie 1960   | 173-3649         |
| Un actor de pe Broadway (Brian Aherne⁠(d)) își dorește să retrăiască momentele în care soția sa (Pippa Scott⁠(d)) era în viață.                                                                                              |          |                                                       |                        |                                                                    |                    |                  |
| 46 | 10       | „A Most Unusual Camera⁠(d)"                            | John Rich              | Rod Serling                                                        | 16 decembrie 1960  | 173-3606         |
| Un cuplu de hoți (Fred Clark, Jean Carson⁠(d)) descoperă că aparatul de fotografiat pe care tocmai l-au furat fotografiază viitorul.                                                                                        |          |                                                       |                        |                                                                    |                    |                  |
| 47 | 11       | „The Night of the Meek⁠(d)"                            | Jack Smight            | Rod Serling                                                        | 23 decembrie 1960  | 173-3665         |
| Un bețiv în costum de Moș Crăciun (Art Carney) este concediat de șeful său (John Fiedler⁠(d)) în Ajunul Crăciunului și descoperă un sac care le oferă oamenilor tot ce își doresc.                                          |          |                                                       |                        |                                                                    |                    |                  |
| 48 | 12       | „Dust"                                                | Douglas Heyes          | Rod Serling                                                        | 6 ianuarie 1961    | 173-3653         |
| În Vestul Sălbatic, tatăl disperat (Vladimir Sokoloff⁠(d)) al unui condamnat la moarte (John A. Alonzo⁠(d)) cumpără „praf magic” de la un vânzător ambulant (Thomas Gomez) pentru a-și salva fiul.                           |          |                                                       |                        |                                                                    |                    |                  |
| 49 | 13       | „Back There⁠(d)"                                       | David Orrick McDearmon | Rod Serling                                                        | 13 ianuarie 1961   | 173-3648         |
| Un inginer (Russell David Johnson⁠(d)) călătorește înapoi în timp în ziua asasinării președintelui Abraham Lincoln și încearcă să schimbe istoria.                                                                          |          |                                                       |                        |                                                                    |                    |                  |
| 50 | 14       | „The Whole Truth⁠(d)"                                  | James Sheldon          | Rod Serling                                                        | 20 ianuarie 1961   | 173-3664         |
| Un dealer de mașini second hand (Jack Carson) este forțat să spună numai adevărul după ce achiziționează o mașină de la un bătrân (George Chandler⁠(d)) care susține că este bântuită.                                      |          |                                                       |                        |                                                                    |                    |                  |
| 51 | 15       | „The Invaders"                                        | Douglas Heyes          | Richard Matheson                                                   | 27 ianuarie 1961   | 173-3646         |
| O femeie (Agnes Moorehead) care locuiește singură într-o casă rurală este urmărită de creaturi minuscule de pe altă planetă.                                                                                               |          |                                                       |                        |                                                                    |                    |                  |
| 52 | 16       | „A Penny for Your Thoughts"                           | James Sheldon          | George Clayton Johnson                                             | 3 februarie 1961   | 173-3650         |
| După ce aruncă o monedă, iar aceasta cade pe lateral, un casier (Dick York) dobândește abilitatea de a citi gândurile oamenilor - și în curând află că nu poți niciodată crede ce auzi.                                    |          |                                                       |                        |                                                                    |                    |                  |
| 53 | 17       | „Twenty-Two"                                          | Jack Smight            | Bazat pe o anecdotă de : Bennett Cerf Adaptată de : Rod Serling    | 10 februarie 1961  | 173-3666         |
| O dansatoare (Barbara Nichols) internată în spital visează că este atrasă în Camera 22, morga spitalului, de către o asistentă sinistră (Arlene Martel⁠(d)).                                                                |          |                                                       |                        |                                                                    |                    |                  |
| 54 | 18       | „The Odyssey of Flight 33"                            | Jus Addiss             | Rod Serling                                                        | 24 februarie 1961  | 173-3651         |
| Un avion cu reacție accelerează de unul singur atât de puternic încât călătorește înapoi în timp. |          |                                                       |                        |                                                                    |                    |                  |
| 55 | 19       | „Mr. Dingle, the Strong"                              | John Brahm             | Rod Serling                                                        | 3 martie 1961      | 173-3644         |
| Un vânzător blajin de aspiratoare (Burgess Meredith) primește puteri incredibile de la un marțian cu două capete (Douglas Spencer, Michael Fox⁠(d)) în cadrul unui experiment.                                              |          |                                                       |                        |                                                                    |                    |                  |
| 56 | 20       | „Static⁠(d)"                                           | Buzz Kulik             | Bazat pe o povestire de : OCee Ritch Adaptată de: Charles Beaumont | 10 martie 1961     | 173-3663         |
| Un radio îi permite unui bătrân (Dean Jagger⁠(d)) să asculte emisiuni din trecut. |          |                                                       |                        |                                                                    |                    |                  |
| 57 | 21       | „The Prime Mover"                                     | Richard L. Bare        | Charles Beaumont                                                   | 24 martie 1961     | 173-3647         |
| Un parior (Dane Clark⁠(d)) profită de puterile telechinetice ale prietenului său (Buddy Ebsen) pentru a obține câștiguri masive în Las Vegas.                                                                               |          |                                                       |                        |                                                                    |                    |                  |
| 58 | 22       | „Long Distance Call"                                  | James Sheldon          | Charles Beaumont and William Idelson                               | 31 martie 1961     | 173-3667         |
| Un băiat (Bill Mumy) comunică cu bunica sa decedată (Lili Darvas⁠(d)) prin intermediul unui telefon de jucărie pe care i l-a dăruit înainte să moară.                                                                       |          |                                                       |                        |                                                                    |                    |                  |
| 59 | 23       | „A Hundred Yards Over the Rim"                        | Buzz Kulik             | Rod Serling                                                        | 7 aprilie 1961     | 173-3654         |
| În anul 1847, un pionier (Cliff Robertson) care călătorește spre Vest împreună cu familia și prietenii săi, încearcă să găsească mâncare și apă de unul singur, însă se trezește în anul 1961.                             |          |                                                       |                        |                                                                    |                    |                  |
| 60 | 24       | „The Rip Van Winkle Caper"                            | Jus Addiss             | Rod Serling                                                        | 21 aprilie 1961    | 173-3655         |
| O bandă de hoți (Oscar Beregi, Jr.⁠(d), John Mitchum⁠(d), Simon Oakland⁠(d), Lew Gallo⁠(d)) utilizează animația suspendată pentru a sta ascunși 100 de ani și a scăpa de autorități.                                           |          |                                                       |                        |                                                                    |                    |                  |
| 61 | 25       | „The Silence⁠(d)"                                      | Boris Sagal            | Rod Serling                                                        | 28 aprilie 1961    | 173-3658         |
| Membrul unui club de aristocrați (Franchot Tone) face pariu că o cunoștință guralivă (Liam Sullivan⁠(d)) nu poate să tacă timp un an întreg.                                                                                |          |                                                       |                        |                                                                    |                    |                  |
| 62 | 26       | „Shadow Play⁠(d)"                                      | John Brahm             | Charles Beaumont                                                   | 5 mai 1961         | 173-3657         |
| Un bărbat (Dennis Weaver) condamnat la moarte insistă că tot ce se întâmplă este doar un vis. |          |                                                       |                        |                                                                    |                    |                  |
| 63 | 27       | „The Mind and the Matter⁠(d)"                          | Buzz Kulik             | Rod Serling                                                        | 12 mai 1961        | 173-3659         |
| Un bărbat (Shelley Berman⁠(d)) își folosește puterea de concentrare pentru a recrea lumea după chipul și asemănarea sa. |          |                                                       |                        |                                                                    |                    |                  |
| 64 | 28       | „Will the Real Martian Please Stand Up?"              | Montgomery Pittman     | Rod Serling                                                        | 26 mai 1961        | 173-3660         |
| Doi grăniceri (John Archer, Morgan Jones⁠(d)) investighează o serie de urme extraterestre care duc spre un restaurant, iar odată ajunși acolo încearcă să determine cine este marțianul.                                    |          |                                                       |                        |                                                                    |                    |                  |
| 65 | 29       | „The Obsolete Man"                                    | Elliot Silverstein     | Rod Serling                                                        | 2 iunie 1961       | 173-3661         |
| Într-o viitoare societate totalitară, un bibliotecar (Burgess Meredith) este declarat învechit și are o serie de propuneri neobișnuite pentru Cancelar (Fritz Weaver) cu privire la modul în care urmează să fie executat. |          |                                                       |                        |                                                                    |                    |                  |